# Знаки почтовой оплаты Украины (1993)
Знаки почтовой оплаты Украины (1993) — перечень (каталог) знаков почтовой оплаты (почтовых марок), введённых в обращение почтой Украины в 1993 году.
С 15 февраля по 18 декабря 1993 года было выпущено 16 почтовых марок, в том числе десять памятных (коммеморативных) и шесть стандартных второго выпуска. Тематика коммеморативных марок охватывала юбилеи выдающихся деятелей культуры, знаменательные даты и другие события. Четыре коммеморативные марки объединены в две серии: «Древние гербы земель Украины» и «75-летие первого международного почтового перелёта Вена—Краков—Львов—Киев». В обращение были введены марки номиналом 3; 5; 15; 35; 50; 75; 100; 150; 200; 300 и 500 купоно-карбованцев. Почтовые марки № 35—41 были напечатаны в Австрийской государственной типографии, а № 42—50 — московской типографией «Гознак».

## Список коммеморативных (памятных) марок
Порядок следования элементов в таблице соответствует номеру по каталогу марок Украины на официальном сайте Укрпочты (укр. КМД УДППЗ «Укрпошта»), в скобках приведены номера по каталогу «Михель».
| № по каталогу  | Изображение | Описание и источники | Номинал      | Дата выпуска          | Тираж     | Художник                  |
| -------------- | ----------- | --- | ------------ | --------------------- | --------- | ------------------------- |
| № 35 (Mi #95)  |             | Давні герби земель України: Львівщина. с укр. — «Древние гербы земель Украины: Львовщина». | 3,00 карб.   | 15 февраля 1993 года  | 1 000 000 | О. В. Снарский            |
| № 36 (Mi #96)  |             | Давні герби земель України: Київщина. с укр. — «Древние гербы земель Украины: Киевщина». | 5,00 карб.   | 15 февраля 1993 года  | 1 000 000 | О. В. Снарский            |
| № 37 (Mi #97)  |             | Патріарх Кардинал Йосиф Сліпий (1892—1984). с укр. — «Патриарх Кардинал Иосиф Слипый (1892—1984)». | 15,00 карб.  | 17 февраля 1993 года  | 200 000   | А. Бечкер, Р. И. Зарицкий |
| № 38 (Mi #98)  |             | 75 років першого міжнародного поштового перельоту Відень—Краків—Львів—Київ. Літак «Ганза-Бранденбург С». с укр. — «75-летие первого международного почтового перелёта Вена—Краков—Львов—Киев. Самолёт «Ганза-Бранденбург С»». | 35,00 карб.  | 31 марта 1993 года    | 200 000   | А. Бечкер                 |
| № 39 (Mi #99)  |             | 75 років першого міжнародного поштового перельоту Відень—Краків—Львів—Київ. Літак «Boeing 737–400». с укр. — «75-летие первого международного почтового перелёта Вена—Краков—Львов—Киев. Самолёт «Боинг 737-400»».            | 50,00 карб.  | 31 марта 1993 года    | 200 000   | А. Бечкер                 |
| № 40 (Mi #100) |             | «З Великоднем!». с укр. — «С праздником Пасхи!». | 15,00 карб.  | 18 апреля 1993 года   | 200 000   | В. И. Дворник             |
| № 41 (Mi #101) |             | 40-річчя Загальної декларації прав людини. с укр. — «40-летие Декларации прав человека». | 5,00 карб.   | 11 июня 1993 года     | 210 000   | В. И. Дворник             |
| № 42 (Mi #102) |             | Шістдесята річниця голодомору в Україні. с укр. — «60-я годовщина голодомора на Украине». | 75,00 карб.  | 12 сентября 1993 года | 1 000 000 | В. Е. Перевальский        |
| № 43 (Mi #103) |             | 75 років перших українських поштових марок. День поштової марки. с укр. — «75-летие первых Украинских почтовых марок. День почтовой марки».                                                                                   | 100,00 карб. | 9 октября 1993 года   | 1 000 000 | Ю. Г. Логвин              |
| № 44 (Mi #104) |             | 50 років визволення Києва від фашистських загарбників. с укр. — «50-летие освобождения Киева от фашистских оккупантов». | 75,00 карб.  | 6 ноября 1993 года    | 1 000 000 | С. С. Беляев              |

## Второй выпуск стандартных марок (1993—1994)
Второй выпуск стандартных марок независимой Украины (1993—1994) был представлен знаками почтовой оплаты номиналом в 50, 100, 150, 200, 300 и 500 купоно-карбованцев.
Порядок следования элементов в таблице соответствует номеру по каталогу марок Украины на официальном сайте Укрпочты (укр. КМД УДППЗ «Укрпошта»), в скобках приведены номера по каталогу «Михель».
| № по каталогу  | Изображение | Описание и источники                                                                   | Номинал      | Дата выпуска         | Тираж      | Художник     |
| -------------- | ----------- | -------------------------------------------------------------------------------------- | ------------ | -------------------- | ---------- | ------------ |
| № 45 (Mi #105) |             | Этнографический сюжет «Древняя Украина»: Косари на севере Буковины                     | 50,00 карб.  | 18 декабря 1993 года | 40 500 000 | Ю. Г. Логвин |
| № 46 (Mi #106) |             | Этнографический сюжет «Древняя Украина»: Слобожанские чумаки по дороге из Крыма        | 100,00 карб. | 18 декабря 1993 года | 40 450 000 | Ю. Г. Логвин |
| № 47 (Mi #107) |             | Этнографический сюжет «Древняя Украина»: Чабан с отарой овец на юге Украины — в Таврии | 150,00 карб. | 18 декабря 1993 года | 40 850 000 | Ю. Г. Логвин |
| № 48 (Mi #108) |             | Этнографический сюжет «Древняя Украина»: Жнецы на Черкащине                            | 200,00 карб. | 18 декабря 1993 года | 10 225 000 | Ю. Г. Логвин |
| № 49 (Mi #109) |             | Этнографический сюжет «Древняя Украина»: Чабан с отарой овец на юге Украины — в Таврии | 300,00 карб. | 18 декабря 1993 года | 10 325 000 | Ю. Г. Логвин |
| № 50 (Mi #110) |             | Этнографический сюжет «Древняя Украина»: Жнецы на Черкащине                            | 500,00 карб. | 18 декабря 1993 года | 10 375 000 | Ю. Г. Логвин |

## Комментарии
1. ↑  Коммеморативные марки — обобщённое название специальных художественных (памятных, юбилейных и других) почтовых марок. Для упрощения терминологии в случаях, когда требуется лишь подчеркнуть, что данная марка не является общеупотребляемой (то есть стандартной), под термином «коммеморативная марка» подразумевают, кроме перечисленных выше, также тематические (рисунки которых, посвящены определённой теме коллекционирования) марки. Также все упомянутые марки, объединённые термином «коммеморативная», имеют общую черту: как правило, такие марки изготовляются на высоком полиграфическом уровне[5].
2. ↑  Ниже приведён перечень памятных художественных марок (с возможностью сортировки по номиналу, тиражу и дате введения в обращение).
3. ↑  Ниже приведён перечень стандартных марок (с возможностью сортировки по номиналу, тиражу и дате введения в обращение).